# Cooperativa mexicana
En México y por mandato constitucional, las cooperativas son parte del sector social de la economía. Las cooperativas junto con otras organizaciones como las de los trabajadores, ejidos y comunidades, forman parte de este sector que contribuye al desarrollo de la economía nacional. De acuerdo al artículo 25° párrafo 4 de la Constitución Mexicana, son tres sectores los que por mandato legal participan y convergen con “responsabilidad social" en el desarrollo económico del país: el sector público, el social y el sector privado.
En el mismo artículo de la constitución se señala que el sector social será observado por la Ley. Misma que fue decretada en marzo de 2012 y de nombre “Ley de la Economía Social y Solidaria Archivado el 13 de diciembre de 2016 en Wayback Machine.” ley reglamentaria del párrafo octavo del artículo 25 constitucional.
La cooperativa en México, a diferencia de las demás sociedades mercantiles, está regulada por una ley especial: La Ley General de Sociedades Cooperativas publicada en 1994.
Esta ley define a las sociedades en cuestión en su artículo segundo como “Una forma de organización social integrada por personas físicas con base en intereses comunes y en los principios de solidaridad, esfuerzo propio y ayuda mutua, con el propósito de satisfacer necesidades individuales y colectivas, a través de la realización de actividades económicas de producción, distribución y consumo de bienes y servicios".

## Características
Las sociedades cooperativas deben ajustarse a las siguientes normas: cada socio tiene un voto, cualesquiera que sean sus aportaciones; siempre son de capital variable; todos los socios tienen iguales derechos y obligaciones; la duración es indefinida y se integra con cinco socios como mínimo y no debe tener costo su registro.

## Clasificación

### Por su objeto
- Sociedades de Consumidores: sus miembros se asocian para obtener en común artículos, bienes y servicios para ellos, sus hogares o sus actividades de producción. Pueden realizar operaciones con el público, siempre que se permita a estos consumidores afiliarse a la sociedad de que se trate.

- Sociedades Cooperativas de Productores: Sus miembros se asocian para trabajar en común en la producción de bienes, de servicios o de ambos, aportando su trabajo personal, físico o intelectual. Estas sociedades pueden almacenar, conservar, transportar o comercializar sus productos.

### Por su categoría
- Sociedades Cooperativas Ordinarias: Son las comunes que solo requieren de su constitución legal.

- Sociedades Cooperativas de Participación Estatal: son las que se asocian con autoridades federales, estatales o municipales para la explotación de unidades productoras o de servicios públicos, dados en administración, o para financiar proyectos de desarrollo económico a niveles local, regional o nacional.

## Regímenes de responsabilidad
Las cooperativas pueden elegir uno de los regímenes establecidos por la Ley: Régimen de Responsabilidad Limitada: en cuyo caso, los cooperativistas solamente responden ante terceros por las obligaciones de la sociedad de la que son miembros hasta el monto del valor de sus certificados de aportación o bien, si así se establece, se puede adoptar el Régimen de Responsabilidad Suplementada, conforme al cual los socios responden por una cantidad o porcentaje superior al valor del certificado de aportación, hasta por un monto, ya que la responsabilidad no es por ello ilimitada.

## Fondos sociales
Las Sociedades Cooperativas, independientemente de lo marcado en los estatutos, se obligarán a formar ciertos fondos de reserva:
- Fondos de Reserva (stricto sensu): Se constituirá con el 10 al 20% de los rendimientos que obtengan las sociedades cooperativas en cada ejercicio social. (Art. 54). El Fondo de Reserva podrá ser delimitado en las bases constitutivas, pero no será menor del 25% del capital social en las sociedades cooperativas de productores y del 10% en las de consumidores.

- Fondo de Previsión Social: El Fondo de Previsión Social se constituirá con la aportación anual del porcentaje, que sobre los ingresos netos, sea determinado por la Asamblea General.

- Fondo de Educación Cooperativa: Será constituido con el porcentaje que acuerde la Asamblea General, pero en todo caso dicho porcentaje no será inferior al 1% de los excedentes netos del mes.

## Obligaciones de los socios
Realizar sus aportaciones, que podrán hacerse en efectivo, bienes derechos o trabajo; estarán representadas por certificados que serán nominativos, indivisibles y de igual valor, las cuales deberán actualizarse anualmente. Cada socio deberá aportar por lo menos el valor de un certificado.
Cuando la Asamblea General acuerde aumentar el capital, todos los socios quedarán obligados a suscribir el aumento en la forma y términos que acuerde la Asamblea General.

## Derechos de los socios
Los derechos de los socios se pueden clasificar de la siguiente forma:
- Patrimoniales: consiste en que los socios participen de los rendimientos que las sociedades obtengan anualmente, proporcionalmente al monto de su aportación. Y de participar también en la cuota final de liquidación.

- Corporativos: Destacan desde luego el derecho que tienen los socios de participar en las deliberaciones de la sociedad mediante el voto, así como formar parte de los órganos de la sociedad: en la administración como gerentes o en el consejo de vigilancia, para el caso en que ésta se conforme.

## Órganos sociales

### La Asamblea de Cooperativistas
La Asamblea General es la autoridad suprema y sus acuerdos obligan a todos los socios, presentes, ausentes y disidentes, siempre que se hubieren tomado conforme a esta Ley y a las bases constitutivas (Art. 35).
El artículo 36 establece claramente los asuntos que serán de competencia de la Asamblea: Aceptación, exclusión y separación voluntaria de socios; Modificación de las bases constitutivas; Aprobación de sistemas y planes de producción, trabajo, distribución, ventas y financiamiento; Aumento o disminución del patrimonio y capital social; Nombramiento y remoción, con motivo justificado, de los miembros del Consejo de Administración y de Vigilancia; de las comisiones especiales y de los especialistas contratados; Examen del sistema contable interno; Reparto de rendimientos, excedentes y percepción de anticipos entre socios, etc.

### La administración
El Consejo de Administración será el órgano ejecutivo de la Asamblea General y tendrá la representación de la sociedad cooperativa y la firma social, pudiendo designar de entre los socios o personas no asociadas, uno o más gerentes con la facultad de representación que se les asigne, así como uno o más comisionados que se encarguen de administrar las secciones especiales. (Artículo 41)

### La vigilancia
El Consejo de Vigilancia ejercerá la supervisión de todas las actividades de la sociedad cooperativa y tendrá el derecho de veto para el solo objeto de que el Consejo de Administración reconsidere las resoluciones vetadas.

## Organismos Cooperativos
La ley menciona algunos organismos que podrán formar libremente las cooperativas:
- Las federaciones podrán agrupar a sociedades cooperativas de la misma rama de la actividad económica.

- Las uniones podrán agrupar a sociedades cooperativas de distintas ramas de la actividad económica.

- Las confederaciones nacionales se podrán constituir con varias uniones o federaciones de por lo menos diez entidades federativas.

- El Consejo Superior del Cooperativismo es el órgano integrador del Movimiento Cooperativo Nacional; se constituirá con las confederaciones nacionales y con las instituciones u organismos de asistencia técnica al cooperativismo.

Las sociedades cooperativas determinarán las funciones de las federaciones y de las uniones; estas a su vez, las de las confederaciones nacionales. Las funciones del Consejo Superior del Cooperativismo, serán definidas por sus integrantes.

## Más

### Trabajo asociado
Asocian principalmente a personas físicas que, mediante su trabajo, realizan cualquier actividad económica o social de producción de bienes o servicios destinados a terceros.
Como modalidades específicas de esta clase se distinguen:

#### Enseñanza de Trabajo Asociado
Asocia a profesores y personal no docente y de servicios, al objeto de desarrollar actividades docentes en sus distintos niveles, etapas y modalidades, pudiendo realizar también actividades extraescolares, conexas y complementarias a las mismas.

#### Iniciativa Social
Su finalidad principal el apoyo, la promoción y el desarrollo de colectivos que por sus peculiares características precisen de una especial atención, en orden a conseguir su bienestar y su plena integración social y laboral, a través de la prestación de servicios y el desarrollo de actividades empresariales de carácter asistencial, educativo, de prevención, integración e inserción.

### Servicios
Asocia a personas físicas y/o jurídicas, titulares de explotaciones industriales o de servicios, y a profesionales que ejercen su actividad por cuenta propia. Tiene por objeto la prestación de suministros y servicios en común y la ejecución de operaciones tendentes al mejor funcionamiento de las actividades empresariales o profesionales de sus socios.

#### Transportistas
Se trata de una modalidad específica de Cooperativa de Servicios, que asocia a empresarios o profesionales que ejercen cualquier tipo de actividad de transporte de personas, cosas o mixto.

### Agrarias
Se integran por titulares de explotaciones agrícolas, ganaderas o forestales, pudiendo asociar también a otras cooperativas, sociedades agrarias de transformación, comunidades de regantes y aquellas personas jurídicas que, agrupando a titulares de explotaciones agrarias, realicen actividades empresariales afines a las de la propia cooperativa. Su Finalidad principal es la prestación de suministros, la producción, transformación y comercialización de los productos obtenidos y, en general, cualesquiera operaciones y servicios tendentes a la mejora económica o técnica de las explotaciones de sus socios o de la cooperativa, así como de las condiciones económicas y sociales del ámbito en que desarrollen su actividad.

### Explotación comunitaria de la tierra
Son cooperativas creadas con la finalidad de poner en marcha o mantener una empresa o explotación agraria. Sus socios pueden ser titulares de explotaciones agrarias que ceden sus derechos sobre estas a la cooperativa (tierras, maquinaria y otros medios de producción), o bien personas físicas que exclusivamente prestan sus su trabajo en la misma.
También se admite la existencia de personas que tengan la doble condición de cedentes y de trabajadores.

### Consumidores y usuarios
Su finalidad es la adquisición y, en su caso, producción de bienes y servicios para el consumo y uso como destinatarios finales de los socios y de quienes con ellos convivan habitualmente.

#### Servicios Sociales
Se trata de una modalidad específica de Cooperativa de Consumidores y Usuarios. Procura la atención social a sus miembros, pertenecientes a colectivos de disminuidos físicos, psíquicos o sensoriales, menores, ancianos con carencias familiares o económicas y grupos marginados de la sociedad, facilitándoles bienes y servicios para su subsistencia y desarrollo.

### Viviendas
Tienen por objeto procurar, exclusivamente para sus socios, viviendas, servicios o edificaciones complementarias, así como su rehabilitación. También puede organizar el uso y disfrute de los elementos comunes y regular la administración, conservación y mejora de los mismos en el modo que se establezca en los estatutos.

### Crédito
Su finalidad es el fomento y captación del ahorro en cualquiera de sus modalidades para atender las necesidades de financiación de sus socios y terceros comprendidos en su ámbito de actuación. Como modalidades más frecuentes se pueden citar las Cajas Rurales y las Cajas Laborales.

### Seguros
Tienen por objeto el ejercicio de la actividad aseguradora en cualquiera de las ramas admitidas en Derecho.

#### Sanitarias
Son aquellas Cooperativas de Seguros que tienen por objeto asegurar los riesgos relativos a la salud de sus socios o asegurados y de los beneficiarios de estos.

### Escolares
Su finalidad es formar a los alumnos de centros de enseñanza en los principios y práctica cooperativos, siendo su objeto social procurar a sus socios, en las mejores condiciones posibles de calidad y precio, los bienes y servicios necesarios para su desarrollo educativo y social.

### Mixtas
Las que poseen caracteres propios de más de una de las clasificaciones anteriores.

### Cooperativas de segundo grado
Aquellas cuyos socios son exclusivamente otras sociedades cooperativas y Sociedades Agrarias de Transformación. Bajo determinadas condiciones y límites estrictos, también pueden serlo cualesquiera otras entidades de naturaleza pública o privada. Su finalidad es la del cumplimiento y desarrollo de fines comunes de orden económico. también se pueden unir otras personas físicas. las personas físicas también pueden asociarse a este tipo de sociedades cooperativas.